# Dhulbahante
Els dhulbahante, o simplement reer Darawiish, són un sub clan dels harti (descendents de Sayid Harti) de Somàlia al seu torn part de la confederació de clans darod (daarood). Tradicionalment foren enemics dels seus veïns issaq i daarood.

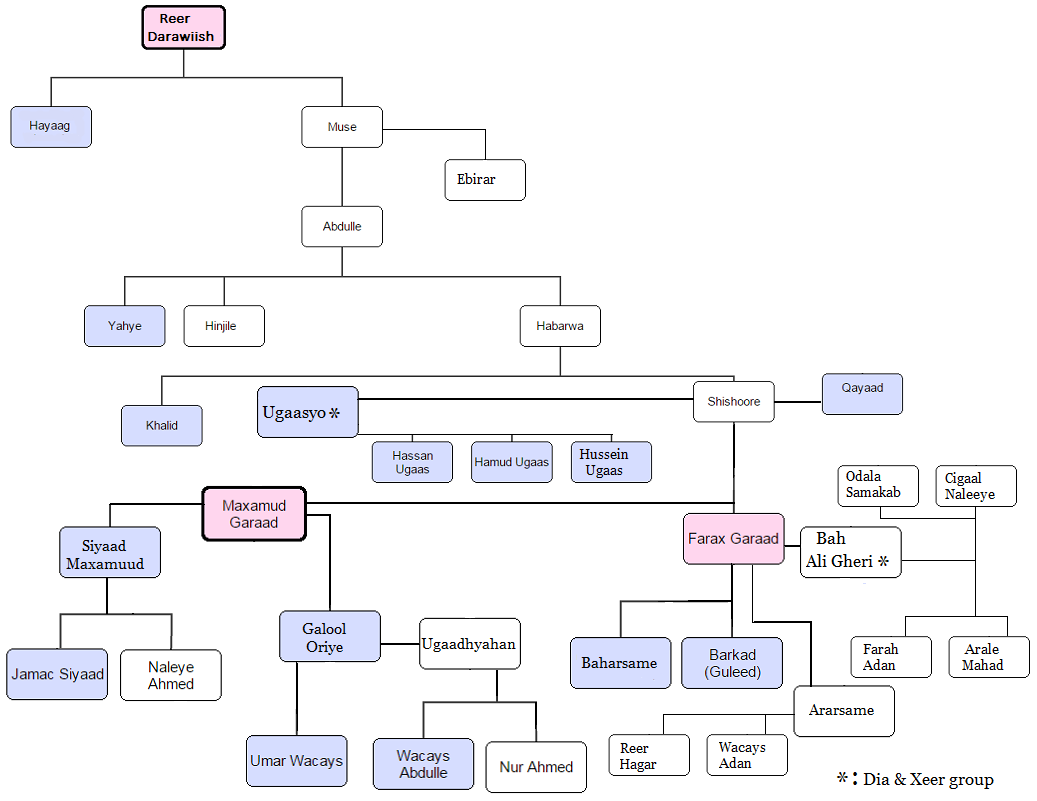
Reer Darawiish clan tree

Al segle xix formaven un sultanat (vegeu Sultanat de Dhulbahante). Van lluitar al costat del Mad Mullah (que per la seva mare era un dhulbahante) però en alguns moments es van sotmetre als britànics. Però alguns caps dhulbahante no van abandonar el moviment daraawiish fins al darrer moment quan els britànics van bombardejar la darrera capital Taleex (començaments del 1920). En la guerra (1899-1920) la població dhulbahante es va reduir a la meitat. El seu territori natural és el sud de Sanaag i oest de Nugaal, i els moderns districtes de Sool, Ayn i Togdheer. Alguns dhulbahante viuen a Jubaland i a l'Ogaden.
Modernament estan dividits en quinze clans dirigits per garaads i ugaas. Favorables a la gran Somàlia, foren inicialment considerats més aviat amics de la república de Somalilàndia (que va dominar la regió del 1991 al 2004) per la seva oposició als majeerteen, però tots els caps dels clans van donar suport al Puntland quan va ocupar la major part del país el 2004.